# Santos (disc jockey)
Santos, pseudonimo di Sante Pucello (Frosinone, 1971), è un disc jockey e produttore discografico italiano.

## Biografia

### Le origini
Appassionato di musica sin da bambino, scopre già nel 1976 il suo primo amore, Giorgio Moroder, produttore tra l'altro di Donna Summer.
La sua cultura musicale si rifà a generi sempre più elettronici; nella sua casa compaiono i lavori di Jean-Michel Jarre, Brian Eno, Kraftwerk, Gino Soccio, Cerrone.
Negli anni '80 inizia a fare il deejay con le musiche di Gran MasterFlash & the Furios Five, Arthur Baker, Paul Hardcastle, Run Dmc.
La svolta per Santos arriva con il nuovo genere musicale proveniente da Chicago che si chiama Musica house ma soprattutto dall'Inghilterra, grazie ad un gruppo che segna profondamente il gusto di Santos, gli S'Express.

### L'esordio
Inizia la sua carriera nel 1992, producendo il suo primo lavoro nel 1994 lavorando nella sua stanza da letto trasformata in studio di registrazione.
Nel '95 approda alla Mantra Vibes con il pezzo The piano.
Nel 1998 crea il progetto 'Santos & Sabino' nel corso del quale emerge il pezzo di disco-house  Lararari (canzone felice).

### Il successo
Santos raggiunge la ribalta nel 2001 grazie al singolo Camels che entra nella top ten della Official Singles Chart e che lo fa conoscere ed apprezzare dai migliori produttori e dj del mondo.
Fatboy Slim diventa uno dei suoi estimatori e lo chiama a remixare il singolo Drop The Hate ed inserisce nella raccolta “Live from Brighton Beach” due pezzi dell'artista ciociaro: 3, 2, 1, Fire e Pray.
Nel corso degli anni Santos raggiunge una sempre maggiore fama internazionale nel mondo della musica elettronica e della breakbeat con tournée in tutto il mondo, da Ibiza al Giappone, da Londra all'Australia, diventando il primo ed unico Dj italiano ad essere invitato al Fuji Rock Festival (Giappone) e alla Spinnaker Tower di Portsmouth ospite insieme ai Plump Dj's dello show di Annie Nighntgale in diretta su BBC Radio1.
Oltre a Fatboy Slim, Santos ha collaborato con numerosi artisti internazionali, tra i quali, Armand Van Helden, Pete Tong, Manuel Göttsching, Judge Jules, Basement Jaxx e Ashley Beedle.

## Discografia

### Album
- 2001 - R U Shakadelic?
- 2004 - Abrasive (doppio)
- 2005 - The Ultimate Mantra Breaks (solo per il mercato australiano)
- 2006 - Home Sweet Home

### EP
- 2002 - Helsinki
- 2002 - Bruxelles
- 2003 - Pandemonio
- 2003 - Another Planet

### Singoli
- 1997 - The Rhythm
- 1998 - Lararari... (Canzone felice)
- 2001 - 3-2-1 Fire!
- 2001 - Camels
- 2002 - Ke Dolor
- 2003 - 70S Sensation
- 2003 - No Ticket, No Run
- 2003 - Sabot
- 2004 - Try To Burn
- 2005 - Pump It Up
- 2005 - Tzumbae
- 2006 - Experiment
- 2007 - Domestic Animals Vol. 1
- 2007 - Female - I Don't Know